# Minzier
Minzier is een gemeente in het Franse departement Haute-Savoie (regio Auvergne-Rhône-Alpes). De plaats maakt deel uit van het arrondissement Saint-Julien-en-Genevois. Minzier telde op 1 januari 2022 1.058 inwoners.
Het futuristische en experimentele 'Maison bulle' (jaren 1960) werd ontworpen door architecten Claude Costy en Pascal Häusermann.

## Geografie
De oppervlakte van Minzier bedroeg op 1 januari 2022 8,79 vierkante kilometer; de bevolkingsdichtheid was toen 120,4 inwoners per km².

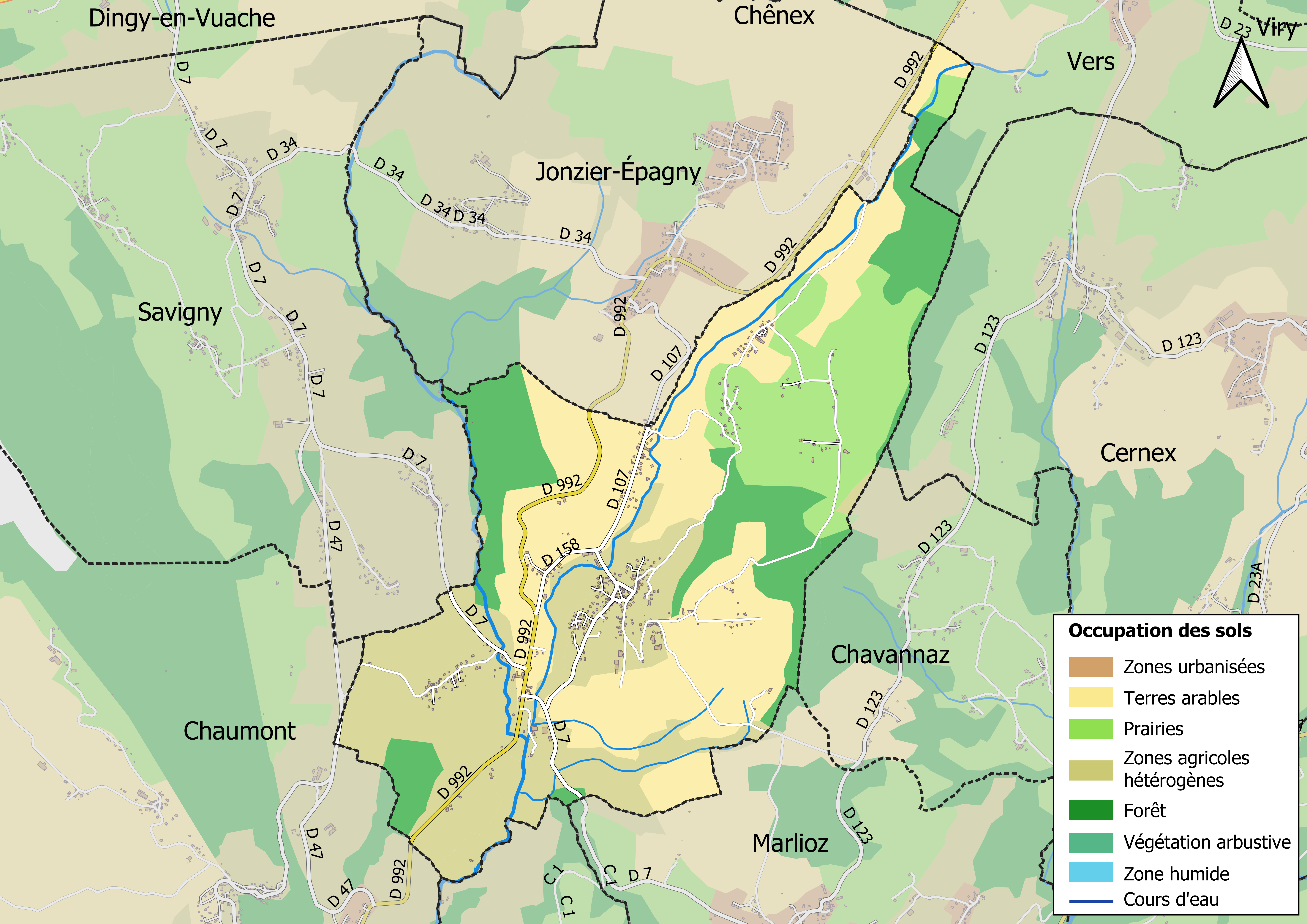
Kaart van de gemeente met de belangrijkste infrastructuur, bodemgebruik en omliggende gemeenten

## Demografie
Onderstaande figuur toont het verloop van het inwonertal (bron: INSEE-tellingen).